# Taekwondo-Weltmeisterschaften 1999
Die 14. Taekwondo-Weltmeisterschaft 1999 fand vom 2. bis 6. Juni 1999 in der kanadischen Stadt Edmonton statt. Austragungsort war der Alberta Butterdome.
Insgesamt wurden 16 Wettbewerbe in unterschiedlichen Gewichtsklassen ausgetragen, jeweils acht für Männer und Frauen. 550 Athleten aus 66 Nationen, darunter 320 Männer und 230 Frauen, nahmen an den Wettbewerben teil. Erstmals stellte die Weltmeisterschaft auch eine Qualifikationsmöglichkeit für Olympische Spiele dar, nachdem Taekwondo für Sydney 2000 neu ins olympische Programm aufgenommen wurde.

## Ergebnisse

### Männer
| Gewichtsklasse | Gold            | Silber          | Bronze              |
| -------------- | --------------- | --------------- | ------------------- |
| - 54 kg        | Min Byeong-seok | Roberto Cruz    | Yulis Mercedes      |
| - 54 kg        | Min Byeong-seok | Roberto Cruz    | Wei Chun Chen       |
| - 58 kg        | Yoon Jong-il    | Abror Haider    | Younes Sekkat       |
| - 58 kg        | Yoon Jong-il    | Abror Haider    | Nhat Thong Ho       |
| - 62 kg        | Ko Dae-kyu      | Ahmet Evcimen   | Mark Lopez          |
| - 62 kg        | Ko Dae-kyu      | Ahmet Evcimen   | Ron Ivan            |
| - 67 kg        | No Hyun-goo     | Jesper Roesen   | Francisco Zas       |
| - 67 kg        | No Hyun-goo     | Jesper Roesen   | Hsu Chi-hung        |
| - 72 kg        | Hadi Saei       | Kim Byung-uk    | Sergio Cardenas     |
| - 72 kg        | Hadi Saei       | Kim Byung-uk    | Rosendo Alonso      |
| - 78 kg        | Jang Jong-o     | Bahri Tanrıkulu | Rodrigo Martinez    |
| - 78 kg        | Jang Jong-o     | Bahri Tanrıkulu | Joshua Coleman      |
| - 84 kg        | Majid Aflaki    | Yasin Yagiz     | Faissal Ebnoutalib  |
| - 84 kg        | Majid Aflaki    | Yasin Yagiz     | Adikhan Saginolykov |
| + 84 kg        | Moon Dae-sung   | Mictar Dounbia  | Daniel Trenton      |
| + 84 kg        | Moon Dae-sung   | Mictar Dounbia  | Ruben Montesinos    |

### Frauen
| Gewichtsklasse | Gold           | Silber             | Bronze            |
| -------------- | -------------- | ------------------ | ----------------- |
| - 47 kg        | Belen Asensio  | Yoon Song-hee      | France Pouzoulet  |
| - 47 kg        | Belen Asensio  | Yoon Song-hee      | Kadriye Selimogou |
| - 51 kg        | Chi Shu-ju     | Shim Hye-young     | Jennifer Delgado  |
| - 51 kg        | Chi Shu-ju     | Shim Hye-young     | Yuan Guiru        |
| - 55 kg        | Wang Su        | Jung Jae-eun       | Meng Mei-chun     |
| - 55 kg        | Wang Su        | Jung Jae-eun       | Christiana Bach   |
| - 59 kg        | Kang Hae-eun   | Iridia Salazar     | Gael Texier       |
| - 59 kg        | Kang Hae-eun   | Iridia Salazar     | Sonya Reyes       |
| - 63 kg        | Cho Hyang-mi   | Zhang Huijing      | Lisa O’Keefe      |
| - 63 kg        | Cho Hyang-mi   | Zhang Huijing      | Ekaterina Noskova |
| - 67 kg        | Elena Benitez  | Mirjam Muskens     | Chang Wan-chen    |
| - 67 kg        | Elena Benitez  | Mirjam Muskens     | Barbara Pak       |
| - 72 kg        | Kim Yoon-kyung | Ibone Lallana      | Filliz Nur Aydin  |
| - 72 kg        | Kim Yoon-kyung | Ibone Lallana      | Chen Zhong        |
| + 72 kg        | Kao Ching-yi   | Dominique Bosshart | Rase Laurence     |
| + 72 kg        | Kao Ching-yi   | Dominique Bosshart | Maria Koniahina   |

## Medaillenspiegel
| Platz | Land                    | Gold | Silber | Bronze | Gesamt |
| ----- | ----------------------- | ---- | ------ | ------ | ------ |
| 1     | Südkorea                | 9    | 4      | -      | 13     |
| 2     | Spanien                 | 2    | 1      | 6      | 9      |
| 3     | Chinesisch Taipeh       | 2    | -      | 4      | 6      |
| 4     | Iran                    | 2    | -      | -      | 2      |
| 5     | Volksrepublik China     | 1    | 1      | 2      | 4      |
| 6     | Türkei                  | -    | 3      | 2      | 5      |
| 7     | Dänemark                | -    | 2      | -      | 2      |
| 8     | Kanada                  | -    | 1      | 2      | 3      |
| 9     | Frankreich              | -    | 1      | 1      | 2      |
|       | Mexiko                  | -    | 1      | 1      | 2      |
| 11    | Niederlande             | -    | 1      | -      | 1      |
|       | Philippinen             | -    | 1      | -      | 1      |
| 13    | Australien              | -    | -      | 2      | 2      |
|       | Russland                | -    | -      | 2      | 2      |
|       | Vereinigte Staaten      | -    | -      | 2      | 2      |
| 16    | Belgien                 | -    | -      | 1      | 1      |
|       | Chile                   | -    | -      | 1      | 1      |
|       | Dominikanische Republik | -    | -      | 1      | 1      |
|       | Deutschland             | -    | -      | 1      | 1      |
|       | Marokko                 | -    | -      | 1      | 1      |
|       | Kasachstan              | -    | -      | 1      | 1      |
|       | Schweiz                 | -    | -      | 1      | 1      |
|       | Vietnam                 | -    | -      | 1      | 1      |

## Quelle
- Ergebnisseite der WTF (englisch) (Abgerufen am 17. November 2010)